# جی. میلر توبین
جی. میلر توبین (به انگلیسی: J. Miller Tobin) یک کارگردان و تهیه‌کننده تلویزیونیآمریکایی است.
به‌عنوان یک کارگردان، توبین در مجموعه‌های تلویزیونی قابل توجهی مانند شهر، آژانس، شماره‌ها، نابودگر: ماجراهای سارا کانر، سوپرنچرال، بورلی هیلز ۹۰۲۱۰، دختر سخن‌چین و خاطرات خون‌آشام که در آن، او به‌عنوان یک تولیدکننده، کار کرده است.
او هم‌چنین به‌عنوان دستیار کارگردان، در تعدادی از فیلم‌های مهم و قابل توجهی از جمله تازه (۱۹۹۴) و زن ۲۴ ساعت (۱۹۹۹) و فیلم‌های دیگری کار کرده است.